# Megachile nigriventris
Megachile nigriventris (zwartbuikbehangersbij) is een vliesvleugelig insect uit de familie Megachilidae. De wetenschappelijke naam van de soort is voor het eerst geldig gepubliceerd in 1870 door Schenck. De bij 'behangt' haar nest in holtes, zoals dood hout, met stukjes blad. Daarnaast is de soort herkenbaar aan de zwarte buikschuier. De zwartbuikbehangersbij komt voornamelijk voor in gebieden boven de 500 meter in Europa, maar is in 2020 ook in Nederland aangetroffen.